# نهر شياو
نهر شياو (بالصينية: 瀟水 ؛ بالبينيين: Xiāoshuǐ [ɕjáu.ʂwèi]) هو التيار الرئيسي لنهر شيانغ العلوي الواقع في يونغتشو، خونان. اعتبارًا من تعداد المياه لعام 2011 في الصين، يبلغ طوله 365 كيلومترًا (227 ميل) من المنابع إلى ملتقى جزيرة بينغ في يونغتشو مع الفرع الغربي لنهر شيانغ (الفرع الأيسر) الذي ينبع من قوانغشي. مع الروافد، تبلغ مساحة حوض صرفه 12094 كيلومتر مربع (4670 ميل مربع)
.